# Navigator Records
Navigator Records — российский лейбл звукозаписи, существующий с 2006 года. В 2013 году журнал «Афиша» причислил Navigator Records к числу ведущих российских музыкальных лейблов и назвал основанную Алексеем Козиным компанию крупнейшим в индустрии игроком в области российского рока».
В бэк-каталоге Navigator Records представлены альбомы Юрия Шевчука и группы «ДДТ», групп «Нервы» (альбом «Слэм и депрессия»), «Звери», «Сплин», «Калинов Мост», «Мельница», «АнимациЯ», «Кипелов», а также композиции независимого музыкального направления (Александр Пушной,  Аркадий Духин).
Особое внимание компания уделяет творчеству молодых артистов («После 11», «Рекорд Оркестр», «Ключевая», «Копенgаgен», «Ойме», «Колдстрим», Илья Киреев, NKTN и другие). Молодым исполнителям лейбл также предлагает бесплатные консультации по позиционированию, продвижению, репертуару и концертной деятельности.
Navigator Records осуществляет полную поддержку выпускаемых альбомов в медиа-направлении, а также осуществляет букинговую деятельность по артистам, подписанным компанией. По информации газеты                 «Ведомости», выпущенный лейблом альбом Земфиры «Жить в твоей голове» в 2013 году установил российский рекорд по объёму прибыли от продаж в медиапространстве.
8 июля 2013 года лейбл Navigator Records стал частью Национальной федерации музыкальной индустрии (НФМИ) — профессиональной ассоциации, которая объединила крупнейшие звукозаписывающие компании, работающие в России, для содействия развитию легального музыкального рынка. На момент присоединения Navigator Records к НФМИ в работе федерации уже принимали участие такие лейблы, как Sony Music, Universal Music, Warner Music и Gala Records.
В активе компании Navigator Records — звукозаписывающая студия Navi Studio, на которой записываются и делают аранжировки артисты первого эшелона: «Би-2», Дима Билан, Ёлка, Тимати, МакSим, Натан и другие популярные исполнители. Руководитель студии Евгений Панков.